# Legionowa Służba Porządkowa
Legionowa Służba Porządkowa (fr. Service d'ordre légionnaire, SOL) – paramilitarna organizacja we Francji Vichy podczas II wojny światowej.
Service d'ordre légionnaire została założona 12 grudnia 1941 r. przez Josepha Darnanda. W okresie międzywojennym był on członkiem tajnej skrajnie prawicowej organizacji La Cagoule, która wsławiła się działaniami terrorystycznymi i zabójstwami działaczy lewicowych. Po przegranej Francji w wojnie z Niemcami 1940 r. i utworzeniu Francji Vichy, poparł rządy marszałka Philippe'a Pétaina i głoszoną przez niego Rewolucję Narodową. Początkowo powołał masową organizację kombatancką pod nazwą Francuski Legion Weteranów (Légion française des combattants).
SOL działała we wszystkich regionach Francji Vichy oraz na obszarze jej północnoafrykańskich kolonii. Jej działalność była natomiast zabroniona w części Francji okupowanej przez Niemcy. Liczyła ok. 15-20 tys. członków. Jej głównymi działaczami byli – oprócz  J. Darnanda – Pierre Gallet, Marcel Gombert, Jean Bessompierre (twórca programu) i Noël de Tissot. Głosiła hasła antyparlamentarne, antyrepublikańskie, antykomunistyczne, rasistowskie i antysemickie. Opowiadała się za kolaboracją z Niemcami. Prowadziła działalność zwalczającą prawdziwych i wyimaginowanych wrogów Francji Vichy. Wspierali ją 2 główni dygnitarze Francji Vichy: pełniący urząd premiera admirał Jean François Darlan i minister spraw wewnętrznych Pierre Pucheu. 12 stycznia 1942 r. SOL została oficjalnie uznana przez władze Francji Vichy. Joseph Darnand otrzymał stanowisko inspektora generalnego, umieszczając swoją siedzibę w Vichy. Działalność SOL uległa zmianie po powrocie do władzy Pierre'a Lavala w kwietniu 1942 r. Duży wpływ na nią miało także lądowanie aliantów we francuskich koloniach w Afryce Północnej w listopadzie 1942 r. (patrz: operacja Torch), kiedy do walki z nimi przystąpiła jedynie niewielka część członków SOL. W tej sytuacji – po wejściu wojsk niemieckich na terytorium Francji Vichy – SOL została rozwiązana. 5 stycznia 1943 r. marszałek P. Pétain ogłosił oficjalnie utworzenie na jej bazie Milice Française.
Wielu byłych członków SOL wstąpiło do francuskich jednostek Waffen-SS.